# Adelaide di Brunswick
Irene di Brunswick (nata Adelaide; 1293 circa – 14/17 agosto 1324) è stata un'imperatrice bizantina, prima moglie di Andronico III Paleologo e, per matrimonio, imperatrice di Costantinopoli, anche se morì prima che il marito diventasse unico imperatore.

## Biografia
Era figlia di Enrico I di Brunswick-Lüneburg e di Agnese di Meißen. I suoi nonni materni erano Alberto II di Meißen e Margherita di Sicilia.
Nel marzo 1318 sposò il principe Andronico Paleologo. Era il figlio maggiore di Michele IX Paleologo e Rita d'Armenia. Suo suocero era all'epoca co-imperatore  insieme al padre, Andronico II Paleologo. Con il matrimonio si unì alla Chiesa ortodossa orientale e prese il nome di Irene. Ebbe un figlio (giugno 1320 - febbraio 1322).
Morì durante la guerra civile tra Andronico II e Andronico III nel 1324. Il marito rivendicò il trono per tutta la sua vita, facendola diventare l'imperatrice di un anti-imperatore. Il marito dopo la sua morte, si sposò con Anna di Savoia.

## Ascendenza
|                                      |                      |                             | Genitori                    |  |  | Nonni |  |  | Bisnonni                       |  |  | Trisnonni               |  |
|                                      |                      |                             |                             |  |  |       |  |  | Ottone I di Brunswick-Lüneburg |  |  | Guglielmo di Winchester |  |
|                                      |                      |                             |                             |  |  |       |  |  | Ottone I di Brunswick-Lüneburg |  |  | Guglielmo di Winchester |  |
|                                      |                      | Elena di Danimarca          |                             |  |  |       |  |  | Ottone I di Brunswick-Lüneburg |  |  |                         |  |
| Alberto I di Brunswick-Lüneburg      |                      |                             |                             |  |  |       |  |  | Ottone I di Brunswick-Lüneburg |  |  |                         |  |
|                                      |                      | Matilda del Brandeburgo     | Alberto II di Brandeburgo   |  |  |       |  |  |                                |  |  |                         |  |
|                                      |                      | Matilda del Brandeburgo     | Alberto II di Brandeburgo   |  |  |       |  |  |                                |  |  |                         |  |
|                                      |                      | Matilda del Brandeburgo     | Matilda di Lusazia          |  |  |       |  |  |                                |  |  |                         |  |
| Enrico I di Brunswick-Lüneburg       |                      | Matilda del Brandeburgo     |                             |  |  |       |  |  |                                |  |  |                         |  |
|                                      |                      | Bonifacio II del Monferrato | Guglielmo VI del Monferrato |  |  |       |  |  |                                |  |  |                         |  |
|                                      |                      | Bonifacio II del Monferrato | Guglielmo VI del Monferrato |  |  |       |  |  |                                |  |  |                         |  |
|                                      |                      | Bonifacio II del Monferrato | Berta di Clavesana          |  |  |       |  |  |                                |  |  |                         |  |
| Alessia del Monferrato               |                      | Bonifacio II del Monferrato |                             |  |  |       |  |  |                                |  |  |                         |  |
|                                      |                      | Margherita di Savoia        | Amedeo IV di Savoia         |  |  |       |  |  |                                |  |  |                         |  |
|                                      |                      | Margherita di Savoia        | Amedeo IV di Savoia         |  |  |       |  |  |                                |  |  |                         |  |
|                                      |                      | Margherita di Savoia        | Margherita di Borgogna      |  |  |       |  |  |                                |  |  |                         |  |
| Adelaide di Braunschweig-Grubenhagen |                      | Margherita di Savoia        |                             |  |  |       |  |  |                                |  |  |                         |  |
|                                      | Enrico III di Meißen | Teodorico I di Meißen       |                             |  |  |       |  |  |                                |  |  |                         |  |
|                                      | Enrico III di Meißen | Teodorico I di Meißen       |                             |  |  |       |  |  |                                |  |  |                         |  |
|                                      | Enrico III di Meißen | Jutta di Turingia           |                             |  |  |       |  |  |                                |  |  |                         |  |
| Alberto II di Meißen                 | Enrico III di Meißen |                             |                             |  |  |       |  |  |                                |  |  |                         |  |
|                                      |                      | Costanza d'Austria          | Leopoldo VI di Babenberg    |  |  |       |  |  |                                |  |  |                         |  |
|                                      |                      | Costanza d'Austria          | Leopoldo VI di Babenberg    |  |  |       |  |  |                                |  |  |                         |  |
|                                      |                      | Costanza d'Austria          | Teodora Angelina            |  |  |       |  |  |                                |  |  |                         |  |
| Agnese di Meissen                    |                      | Costanza d'Austria          |                             |  |  |       |  |  |                                |  |  |                         |  |
|                                      |                      | Federico II di Svevia       | Enrico VI di Svevia         |  |  |       |  |  |                                |  |  |                         |  |
|                                      |                      | Federico II di Svevia       | Enrico VI di Svevia         |  |  |       |  |  |                                |  |  |                         |  |
|                                      |                      | Federico II di Svevia       | Costanza d'Altavilla        |  |  |       |  |  |                                |  |  |                         |  |
| Margherita di Sicilia                |                      | Federico II di Svevia       |                             |  |  |       |  |  |                                |  |  |                         |  |
|                                      |                      | Isabella d'Inghilterra      | Giovanni d'Inghilterra      |  |  |       |  |  |                                |  |  |                         |  |
|                                      |                      | Isabella d'Inghilterra      | Giovanni d'Inghilterra      |  |  |       |  |  |                                |  |  |                         |  |
|                                      |                      | Isabella d'Inghilterra      | Isabella d'Angoulême        |  |  |       |  |  |                                |  |  |                         |  |
|                                      |                      | Isabella d'Inghilterra      |                             |  |  |       |  |  |                                |  |  |                         |  |